# 御書 (日蓮)
御書（ごしょ）は、日蓮が執筆した書状や著作。

## 概要
日蓮が執筆した書状や著作を指して「御書」と称した文は、信者富木常忍の『日常置文』(1299年（永仁7年))にまで遡ることが出来る。また、大石寺に伝わる『御伝土代』にもその記述が見られ、初期の頃から全日蓮教団的に広く称されていたことがわかる。なお、「(御)遺文」((ご)いぶん)、「祖書」(そしょ)、「御妙判」(ごみょうはん)とも称される。
『昭和定本日蓮聖人遺文』には、正編434編、続編55編、図録30編、断簡357点、目録19点が収録されている。一方、宗派もしくは研究者によって偽書とされる御書があったり、断簡が存在したりするため、総数は明らかでない。
そのうち重要な3編を三大部、5編を五大部と呼ぶ。
|            | 三大部 | 五大部 |
| ---------- | ------ | ------ |
| 立正安国論 | ○      | ○      |
| 開目抄     | ○      | ○      |
| 観心本尊抄 | ○      | ○      |
| 撰時抄     |        | ○      |
| 報恩抄     |        | ○      |

ただし、どの御書をもって三大部もしくは五大部とするかについては、諸説ある。
なお、創価学会は2021年に『日蓮大聖人御書全集 新版』を刊行した際、同御書全集に「出家功徳御書」を除く461編の御書を収録しており、日蓮の御書のほか、日興の著作も一部収録している。